# いすゞ・ジャーニーK
ジャーニーK（Journey K）は、かつていすゞ自動車が製造・販売していた中型バス。大型路線バスのキュービックと同じく1984年に発売され、路線仕様と観光・自家用仕様が存在した。1999年に路線用はエルガミオ、観光・自家用はガーラミオに移行して製造終了した。
また本項では、前身となったいすゞ初の中型リヤエンジンバスBK30系、およびその後継車種であるCCM系・CDM系についても述べて、1970年代から1990年代のいすゞの中型バスを概観する。

## 歴史

### BK30系
1972年、中型トラック・フォワードをベースにしたBY31のコンポーネントを元に、いすゞ初の中型リヤエンジンバスとしてBK30が登場。車体は川重車体工業（以下川重）が架装した。エンジンは130PSのD500型を搭載した。後にエンジンを145PSの6BB1型に、ウインカーもバス標準タイプに変更したと同時に型式もBK32に変更された。全長8200mm、全高2830mm、全幅2300mm、ホイールベースは3780mmで、ブレーキは倍力装置付オイルブレーキが装備された。トップドア ・ 引き違い窓・立席設定なしのみの設定であったため、自家用としての需要が殆どで、営業用としての導入は一部に留まった。

### CCM/CDM系
1976年、BK30系の後継として登場。側窓が2段サッシ、前中扉及び前後扉仕様の路線車がラインナップされた。エンジンは直接噴射式の6BD1型 (160PS) を採用、ブレーキも空気油圧倍力装置付に変更された。トランスミッションはオーバードライブ5速MTで、1978年にはGMアリソン製の直結4速ATも追加された。
型式は以下のとおり。
- CCM410 - 普通尺（ホイールベース4.1m）
- CCM370 - 短尺（ホイールベース3.7m）

1980年、昭和54年排出ガス規制に適合。型式に排ガス規制記号が付き、K-CCM410 / 370となる。冷房車もラインナップされた。
1982年、CCMの後継としてCDMが登場。エンジンが6BF1型 (170PS) に変更され出力アップしたが、ボディはCCMのものを継承している。

#### 車体
川重と北村製作所（以下北村）が架装した。川重製の路線車は当初、方向幕の左右にルーバーがあり、2段サッシに丸みがあった。北村製は角張ったボディで当時としては斬新なものだった。
1981年から西日本車体工業製（以下西工）も登場したが、川重のライセンス生産のため、細部を除きボディ形状は川重と同一であった。

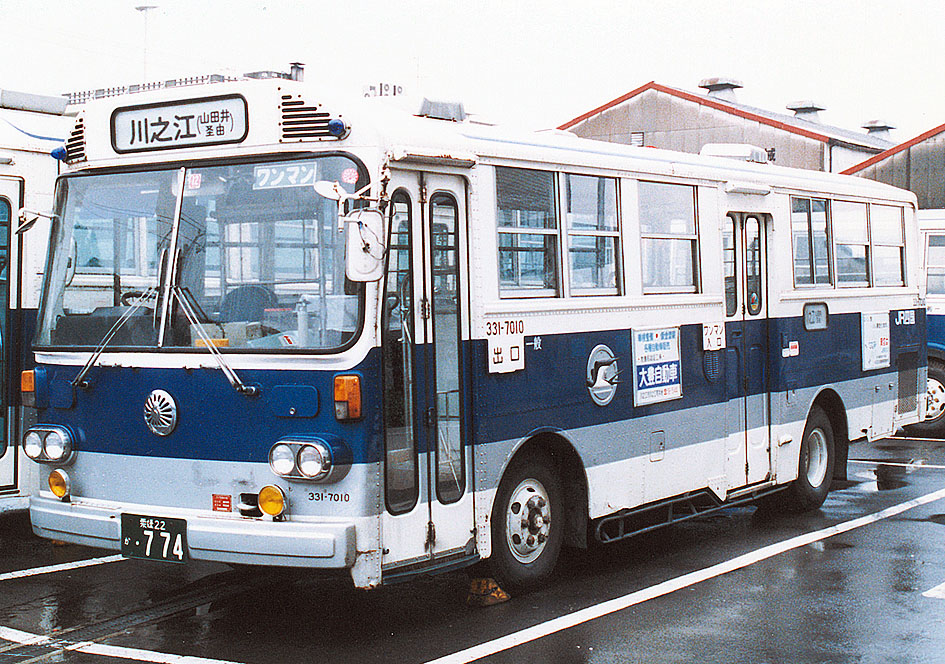
川重車体 CCM410 JR四国
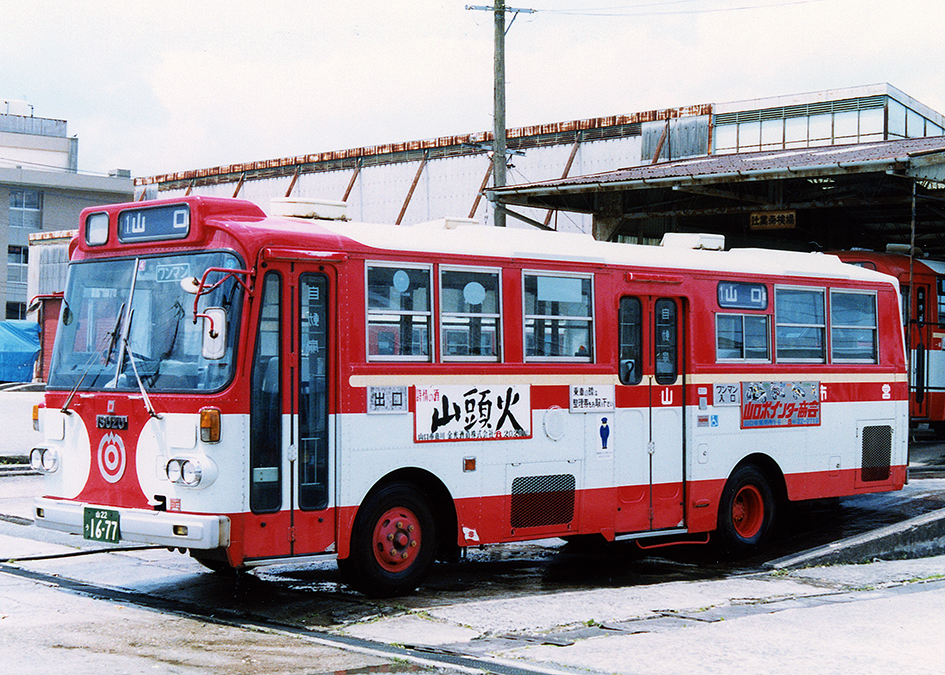
川重車体 K-CCM410 山口市交通局
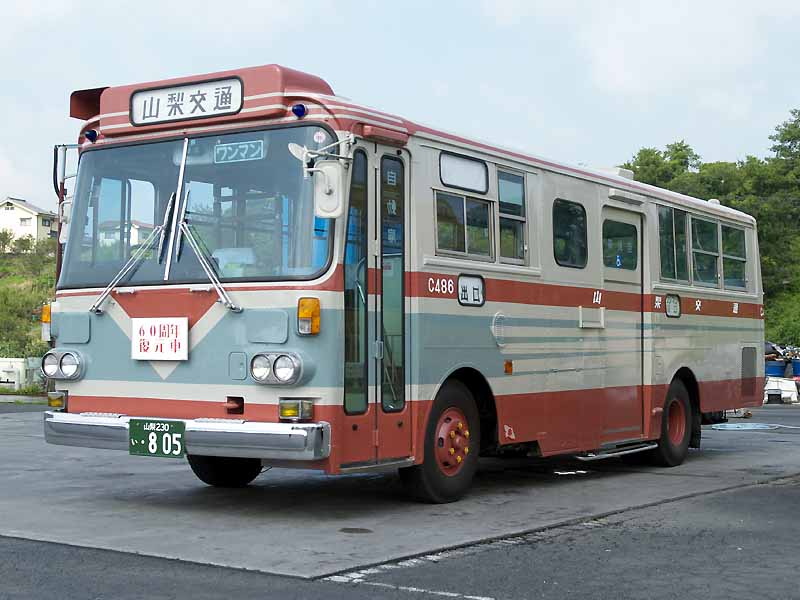
川重車体 K-CCM410 山梨交通
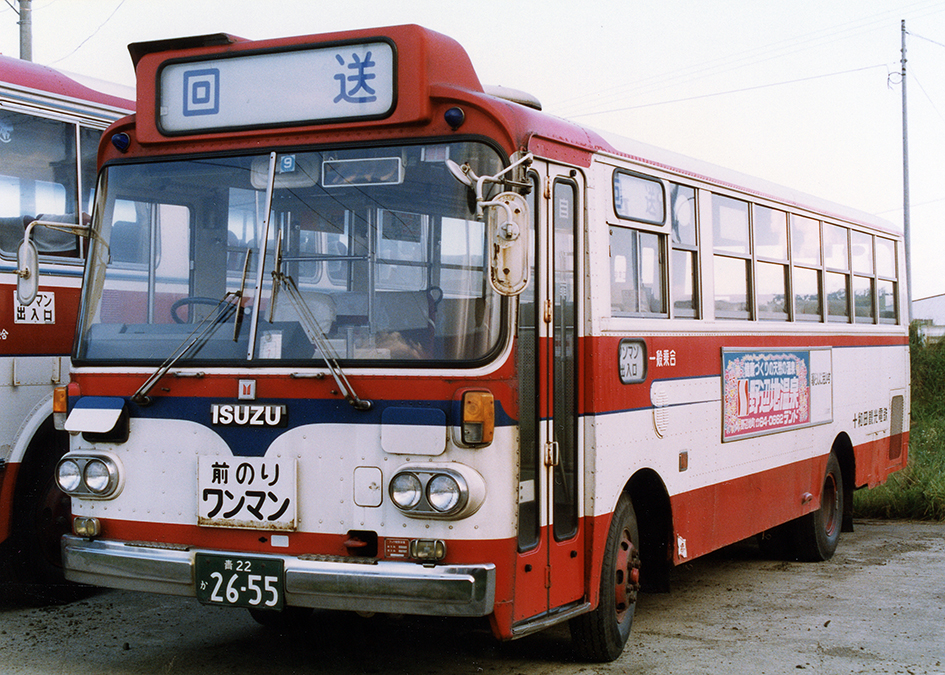
川重車体 K-CDM410 十和田観光電鉄
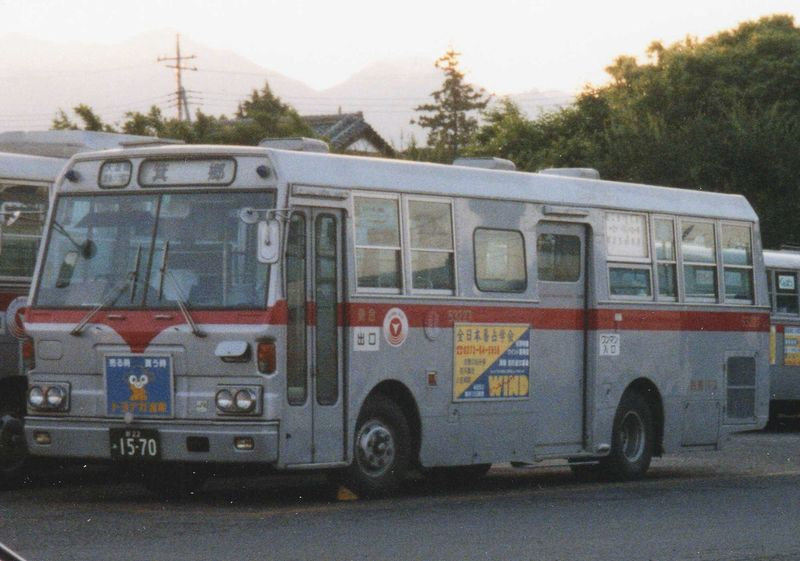
北村車体 K-CCM370 群馬バス
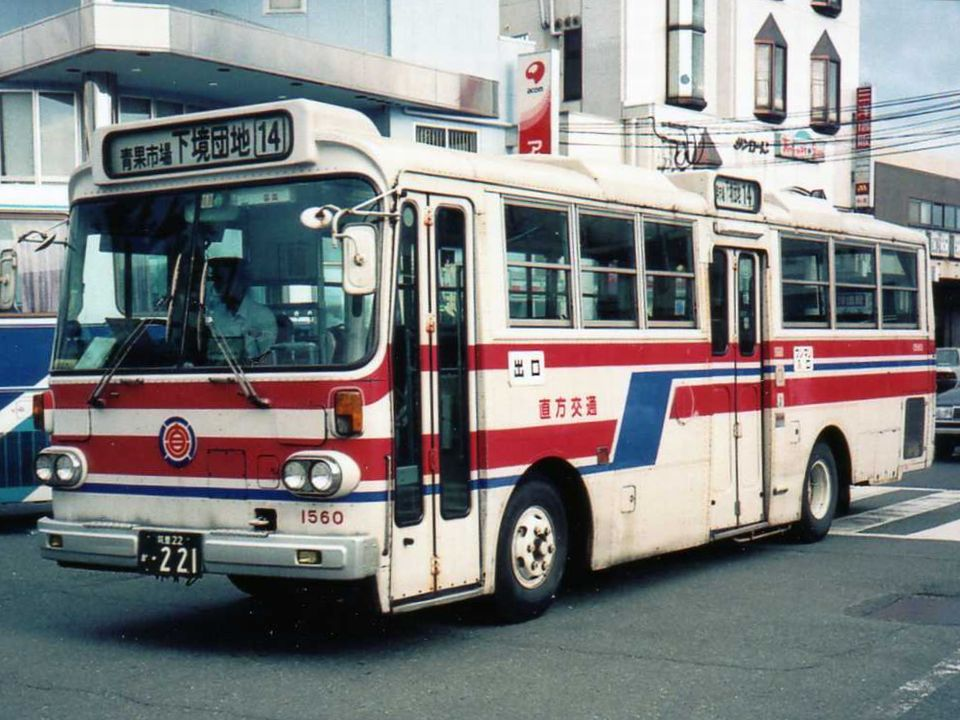
西工車体 K-CCM410 直方交通

### LR
1984年、CDMの後継として登場。車体長は普通尺（J尺）、短尺（F尺）のバリエーションがあり、型式末尾の記号で判別できる。
車体は標準では川重車体（→アイ・ケイ・コーチ）で、モノコックからスケルトンボディにフルモデルチェンジされた。キュービックと同様に直線的なデザインだが、前面はキュービックをベースに簡略化したデザインになっている。
LRには富士重工業製や西日本車体工業製のボディを架装した例もある。富士重工業製は1994年までは16型（6Eまたは6B）、その後は18型（8Eまたは8B）を架装する。西日本車体工業製は58MC型、その後は96MC型を架装する。

#### P-LR系
1984年3月、CDMの後継として登場。昭和58年排出ガス規制に適合し、エアサス車やターボ車も設定された。エンジンは直接噴射式の6BG1型 (175PS) を採用、トランスミッションは直結5速MTが標準仕様となる。ホイールベースは普通尺（J尺）が4.3m、短尺（F尺）が3.75mに変更された。
型式は以下のとおり。
- P-LR312（リーフサス）
- P-LR311（リーフサス・ターボ車）
- P-LR212（エアサス）

1986年に指定車体メーカーである川重車体工業は、いすゞとの合弁会社アイ・ケイ・コーチ（IK Coach、後のいすゞバス製造。現：ジェイ・バス宇都宮工場）を設立した。

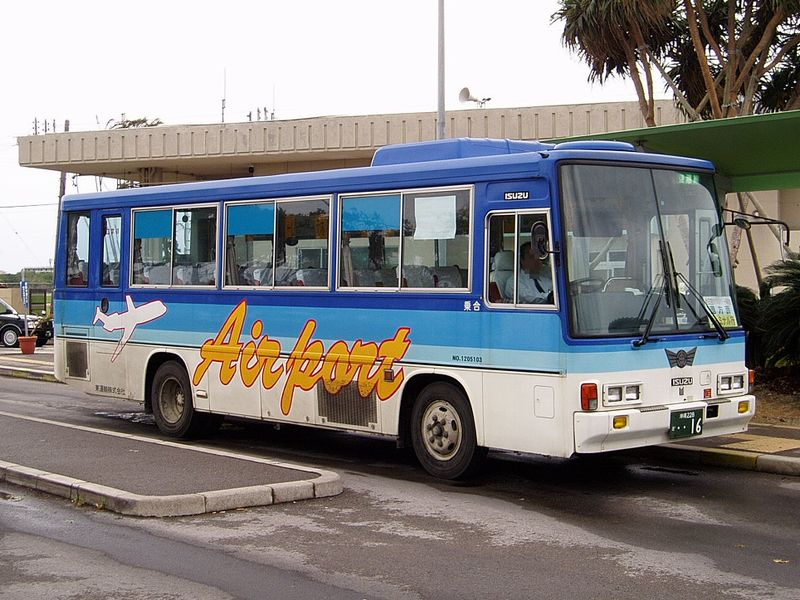
観光仕様 P-LR212J 東運輸バス
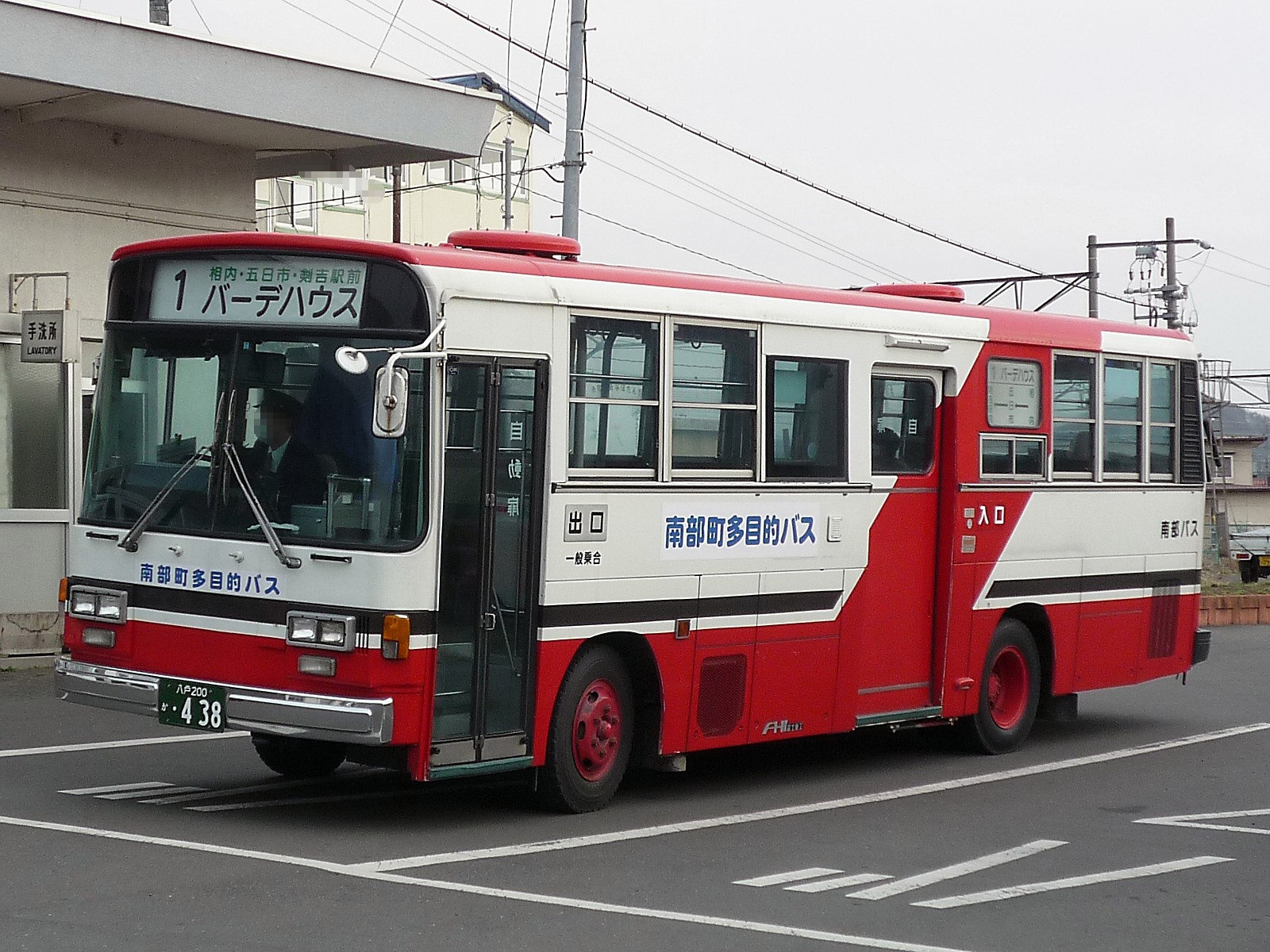
富士重工6E架装車 P-LR312J 南部バス
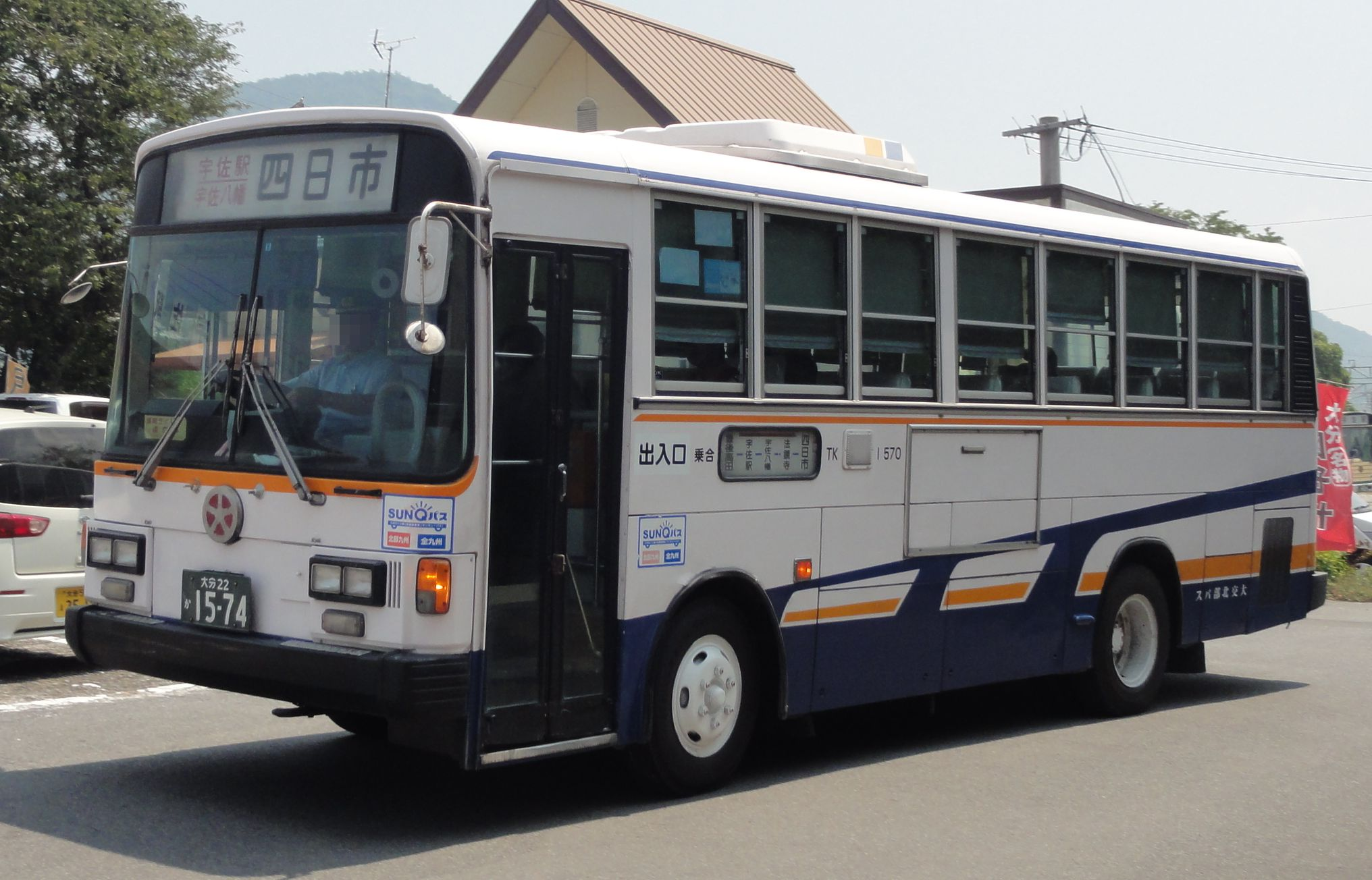
路線仕様・前扉車 P-LR312F 大交北部バス

#### U-LR系
1990年、平成元年排出ガス規制に適合。ラジエーターグリルの位置が変更された（ターボ車は除く）。
型式は以下のとおり。※ターボ車は普通尺（J尺、ホイールベース4.3m）のみ。
- U-LR332（リーフサス）
- U-LR232（エアサス）
- U-LR312（リーフサス・ターボ車）※
- U-LR212（エアサス・ターボ車）※

末期にはフロントコーナリングランプが標準装備された。

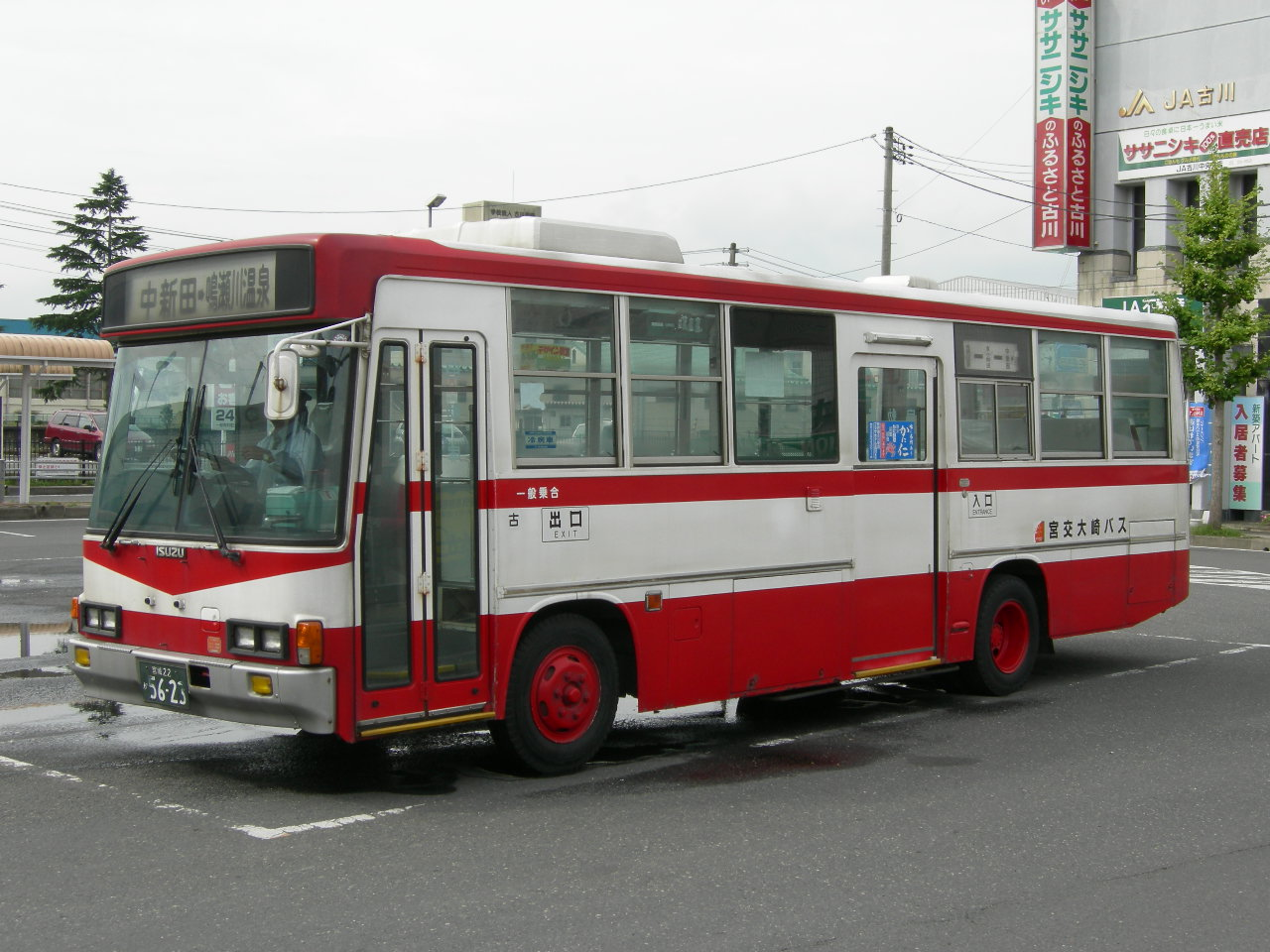
路線仕様 U-LR332J 宮交大崎バス（撮影当時）
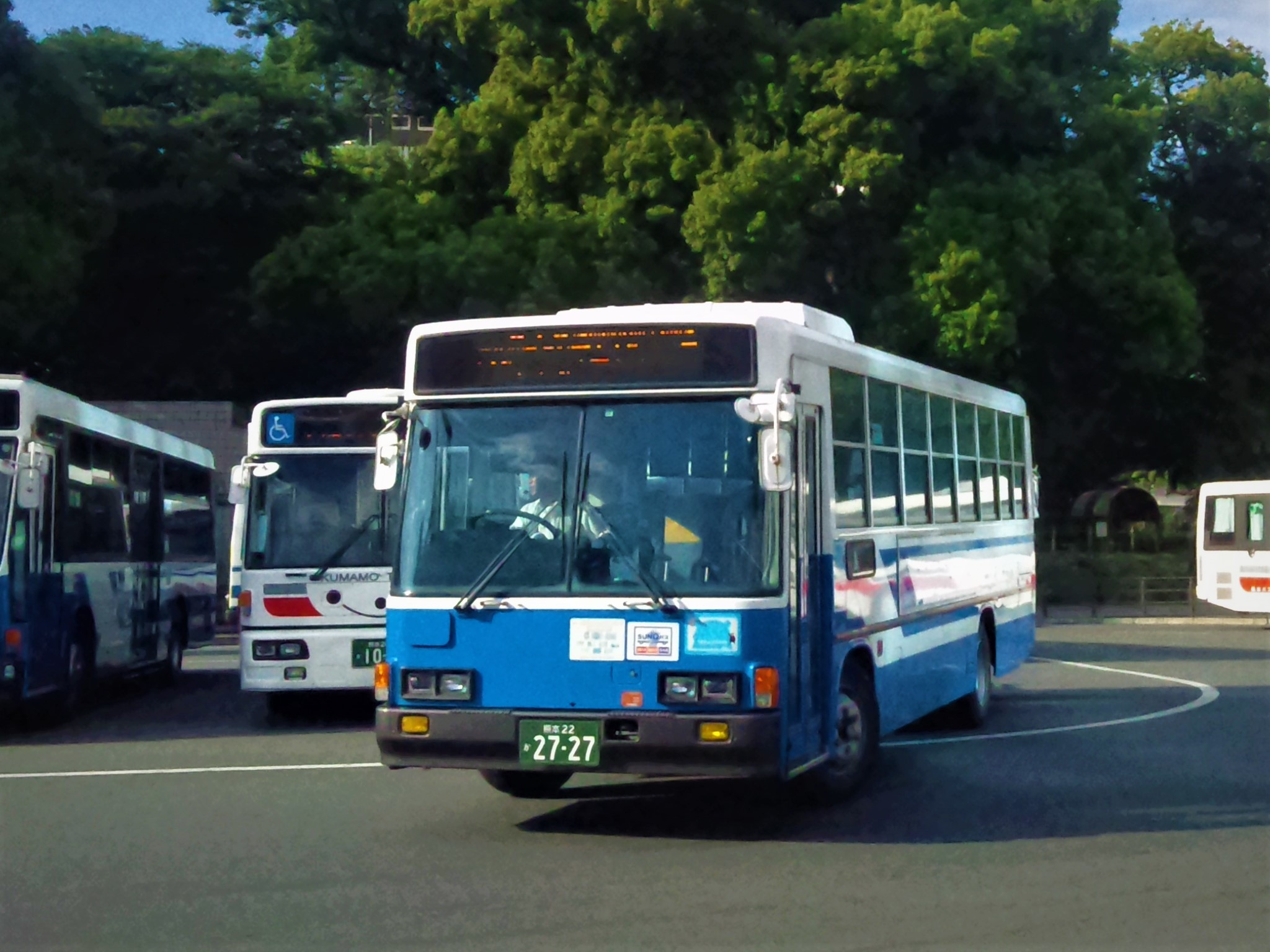
トップドア路線仕様 U-LR332J 産交バス
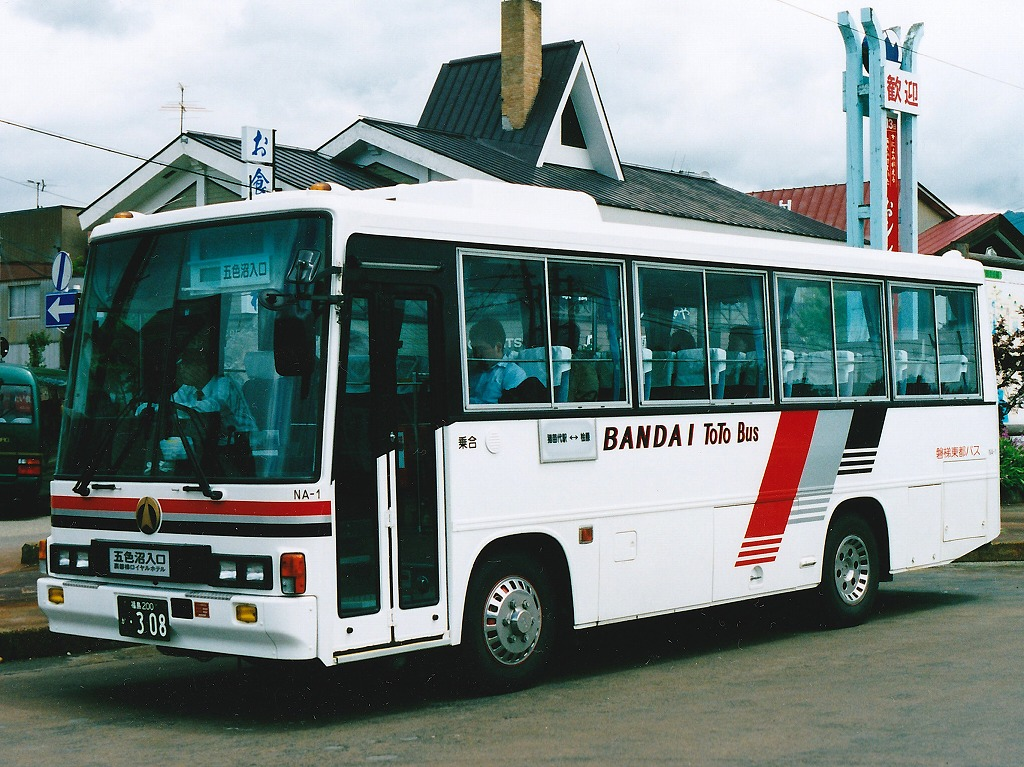
観光仕様 U-LR232F 磐梯東都バス
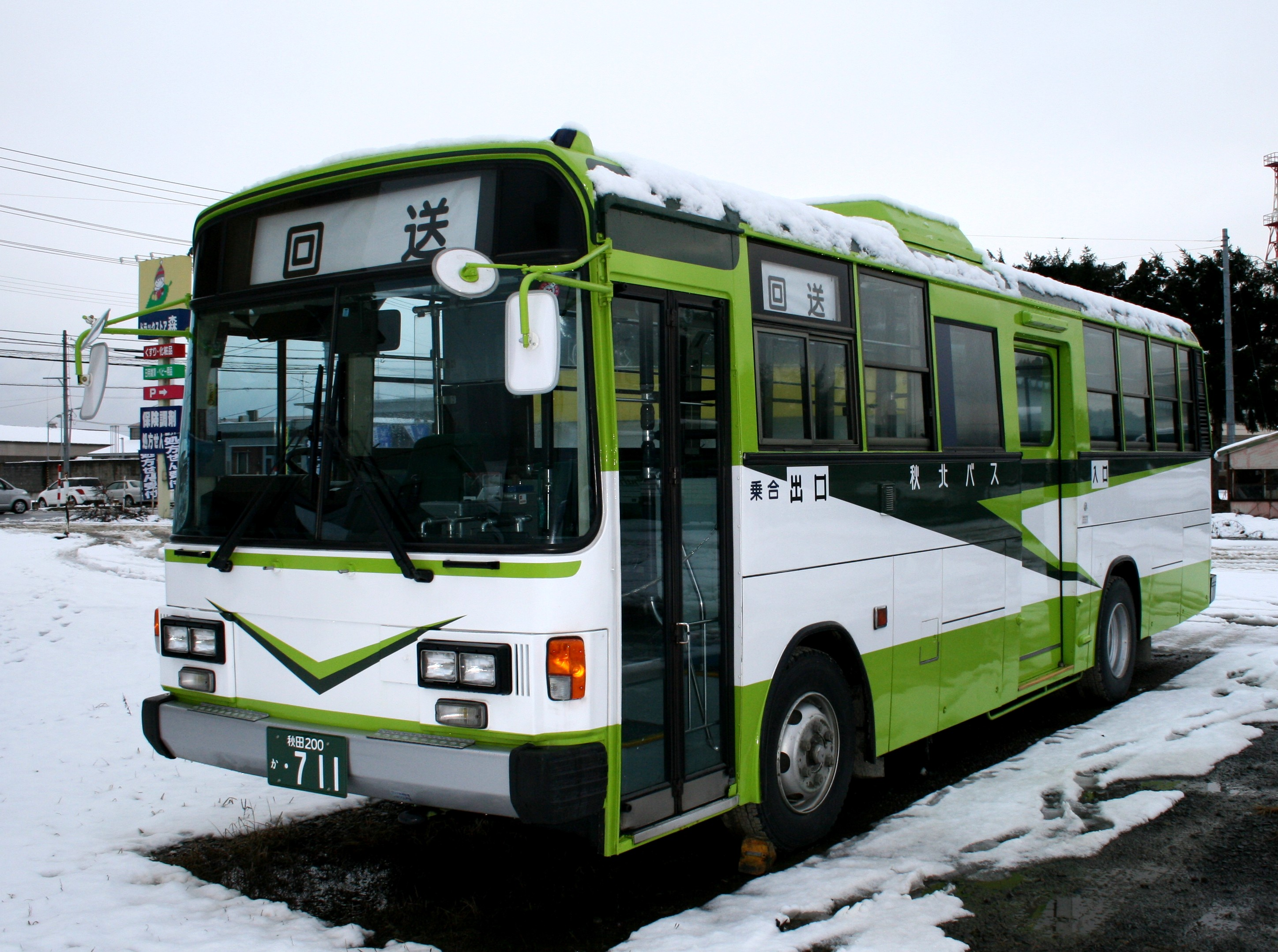
富士重工6E架装車 U-LR332J 秋北バス
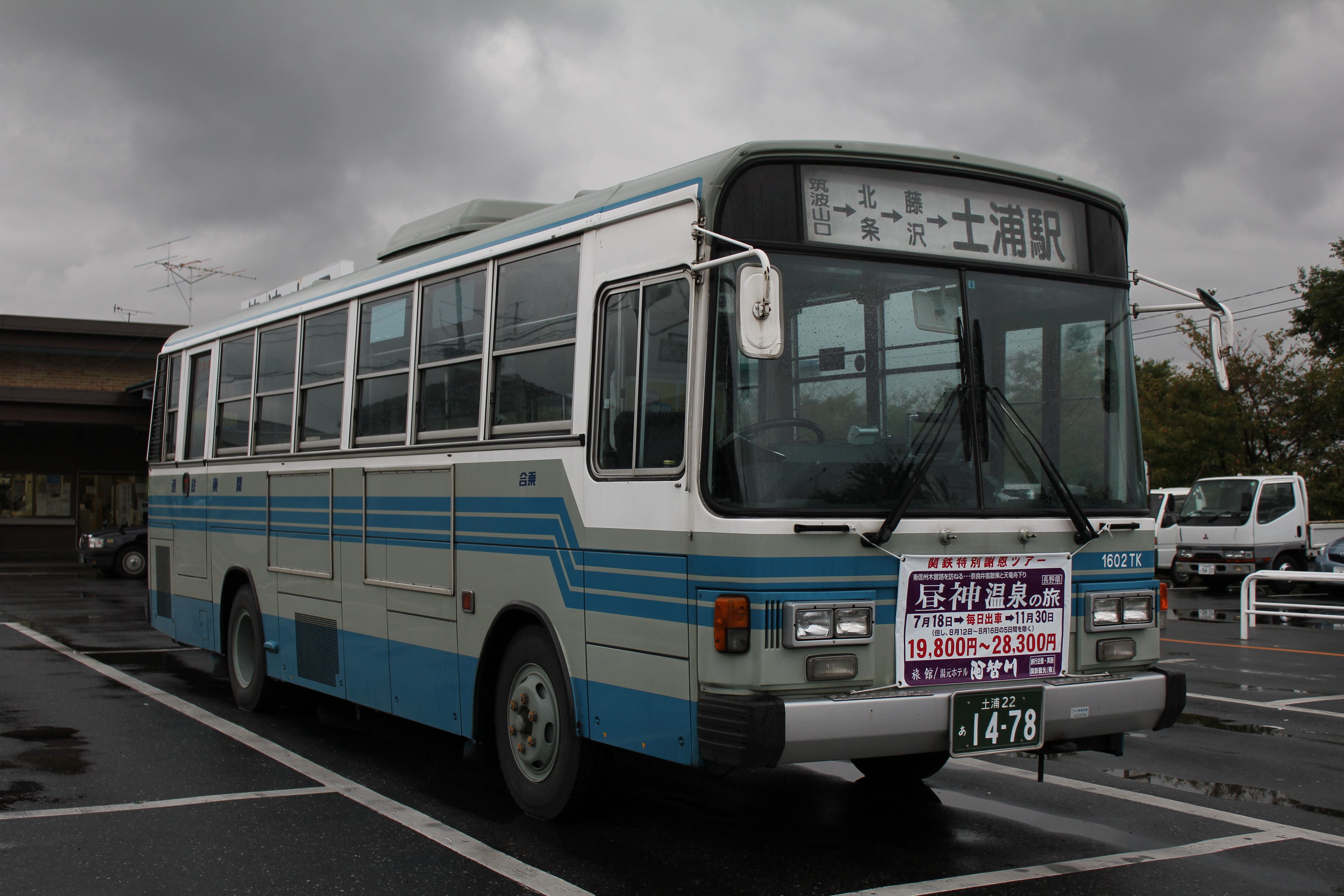
富士重工6E架装車 U-LR332J 関東鉄道
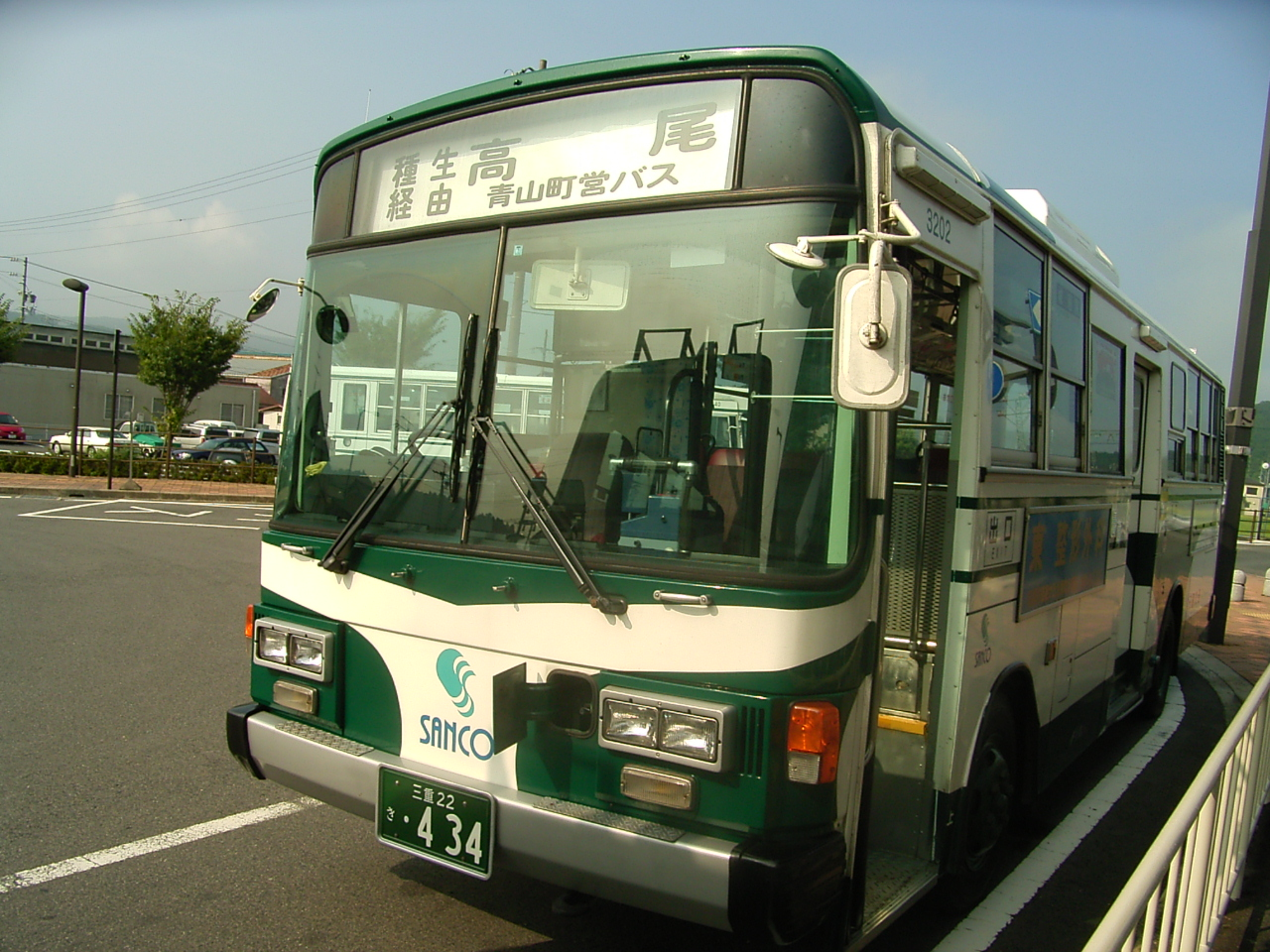
富士重工6E架装車 U-LR332J 三重交通伊賀営業所（2005年8月3日撮影当時）
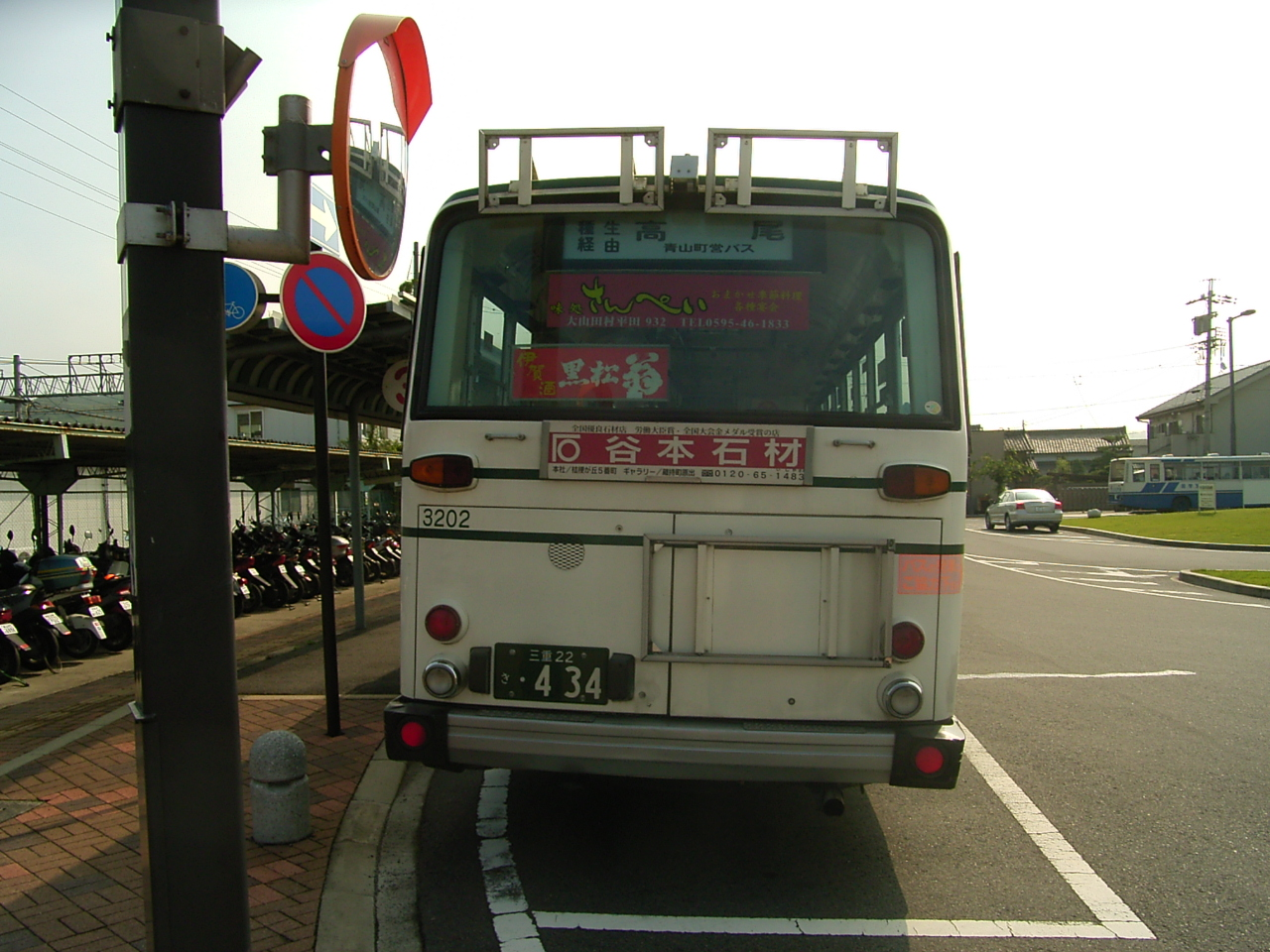
富士重工6E架装車 後方から U-LR332J 三重交通伊賀営業所（2005年8月3日撮影当時）
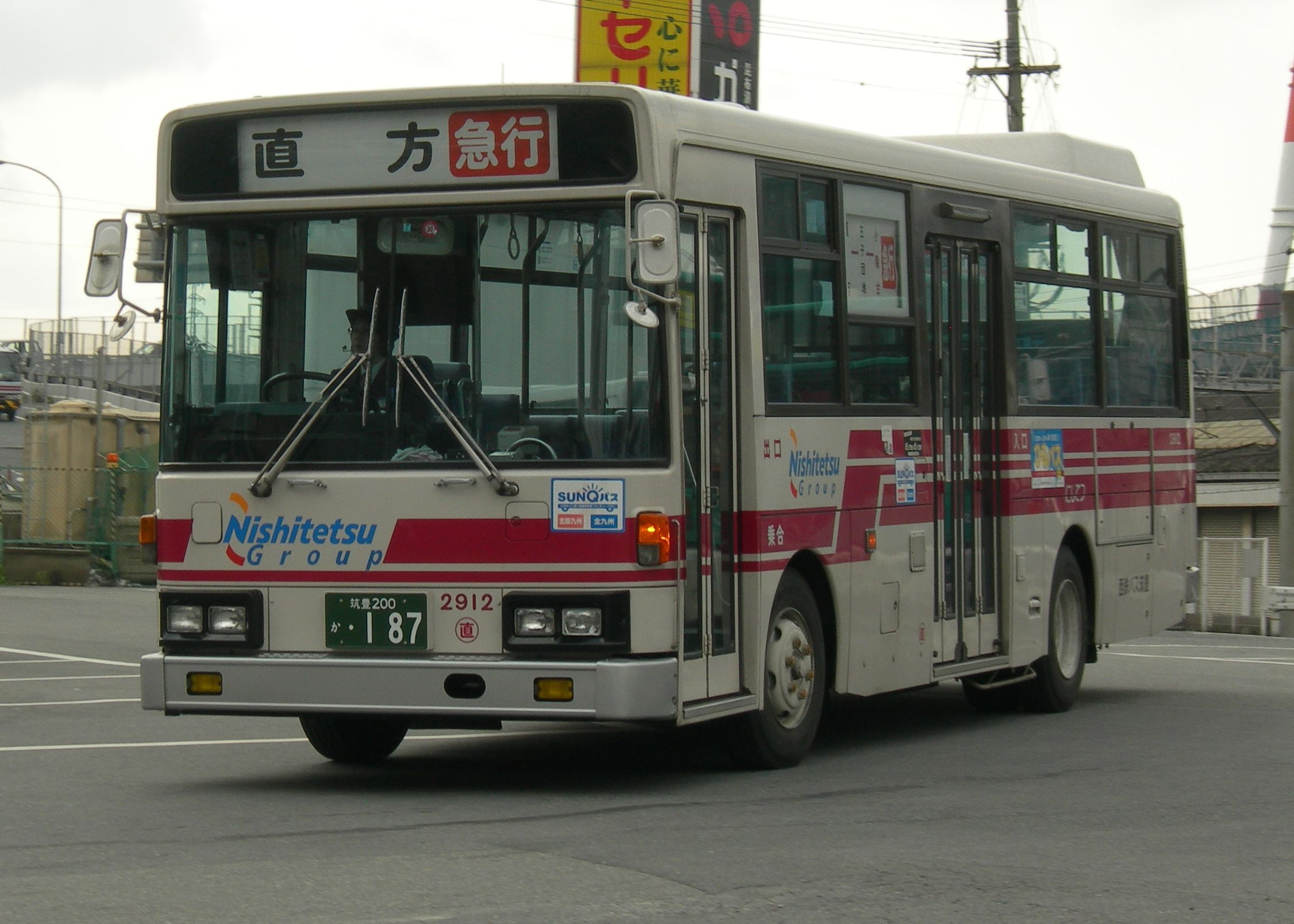
西日本車体工業B-I/58MC架装車 U-LR332J 西鉄バス筑豊

#### KC-LR系
1995年、平成6年排出ガス規制に適合。エンジンを1種類に統一し、型式は以下の2種類に集約された。
- KC-LR333（リーフサス）
- KC-LR233（エアサス）

内装はステアリングおよび運転席周りのデザインが変更された。また車体はキュービックと同様にリアガラス周りのの凸部がなくなり、すっきりしたデザインとなった。観光・自家用はフロントマスクが変更され、スーパークルーザーに似たものとなった。
末期はアイドリングストップ装置装備車やワンステップバス、CNGエンジン車も設定された。
1999年に路線用がエルガミオに、観光・自家用がガーラミオに移行する形で生産を終了している。

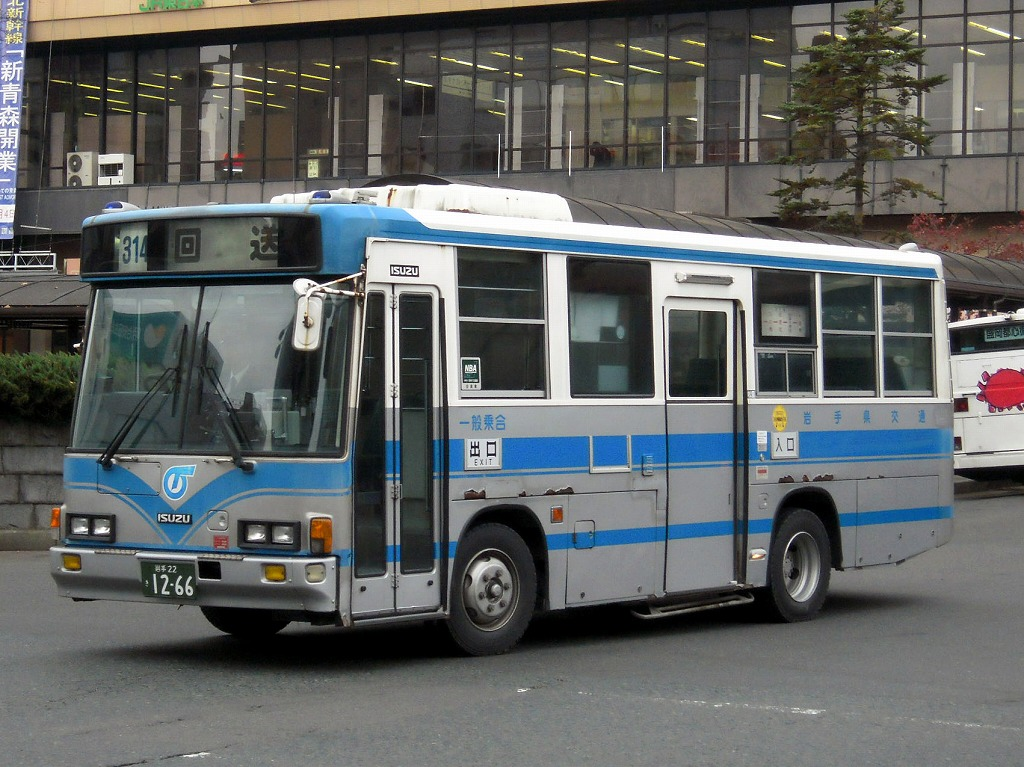
路線仕様（短尺車） KC-LR333F 岩手県交通
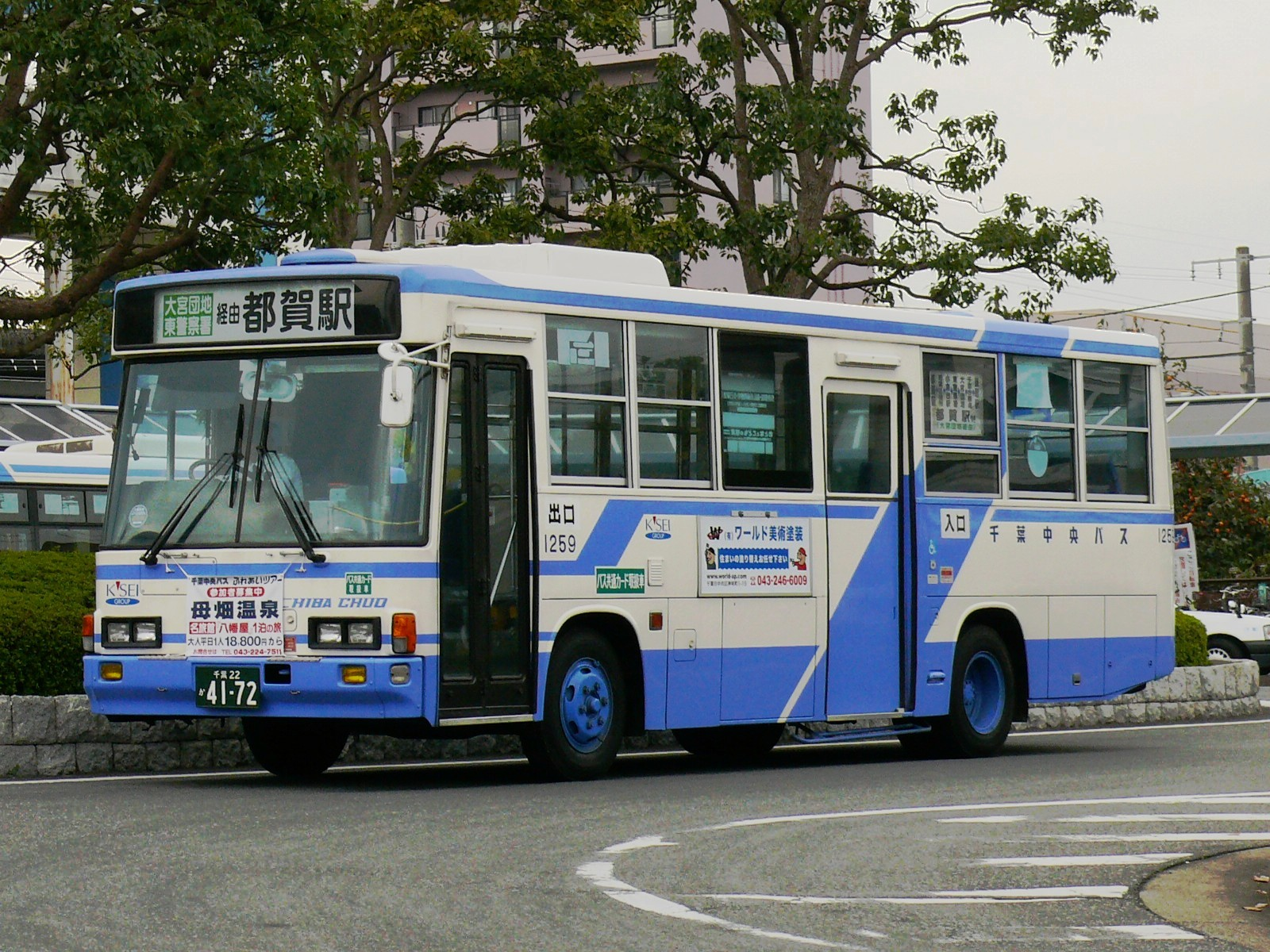
路線仕様 KC-LR333J 千葉中央バス
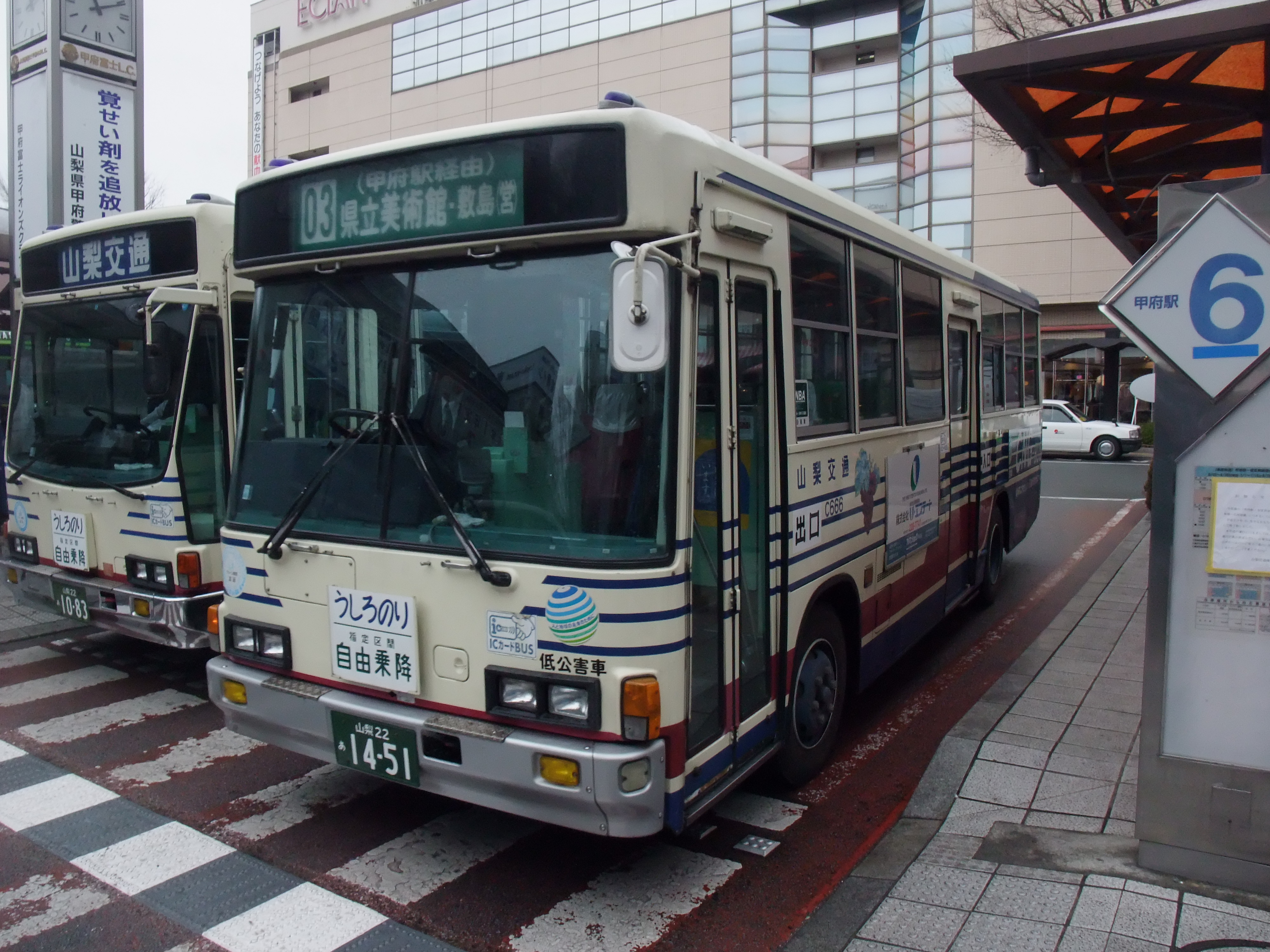
路線仕様（CNGエンジン） KC-LR333J改 山梨交通
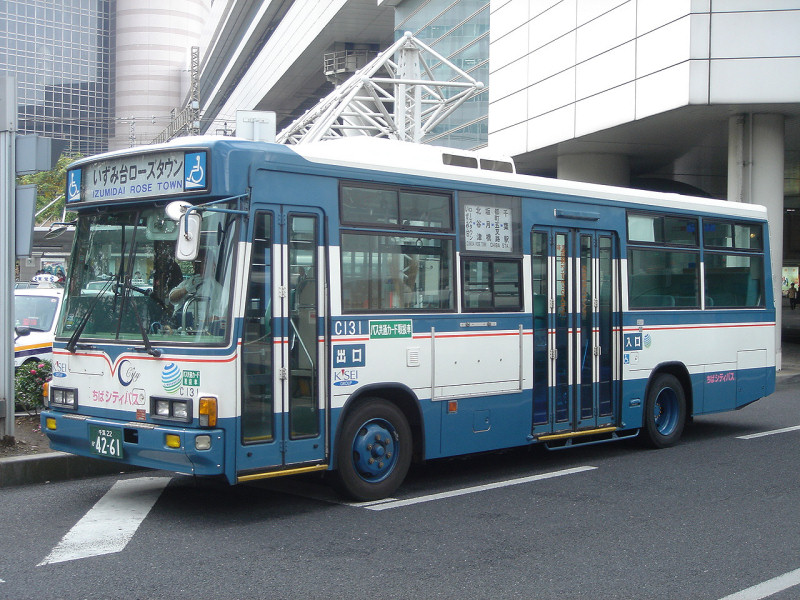
路線仕様ワンステップバス KC-LR333J ちばシティバス
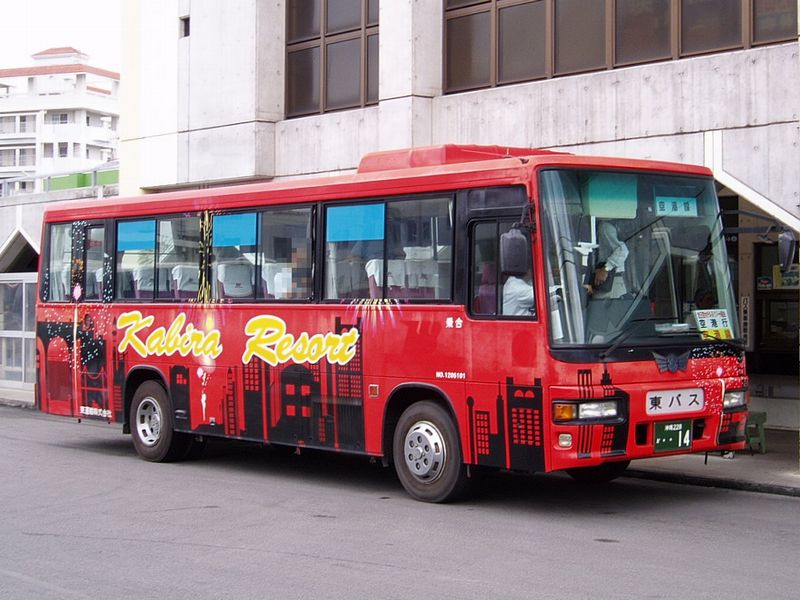
観光仕様 KC-LR233J 東運輸バス（元はとバス）
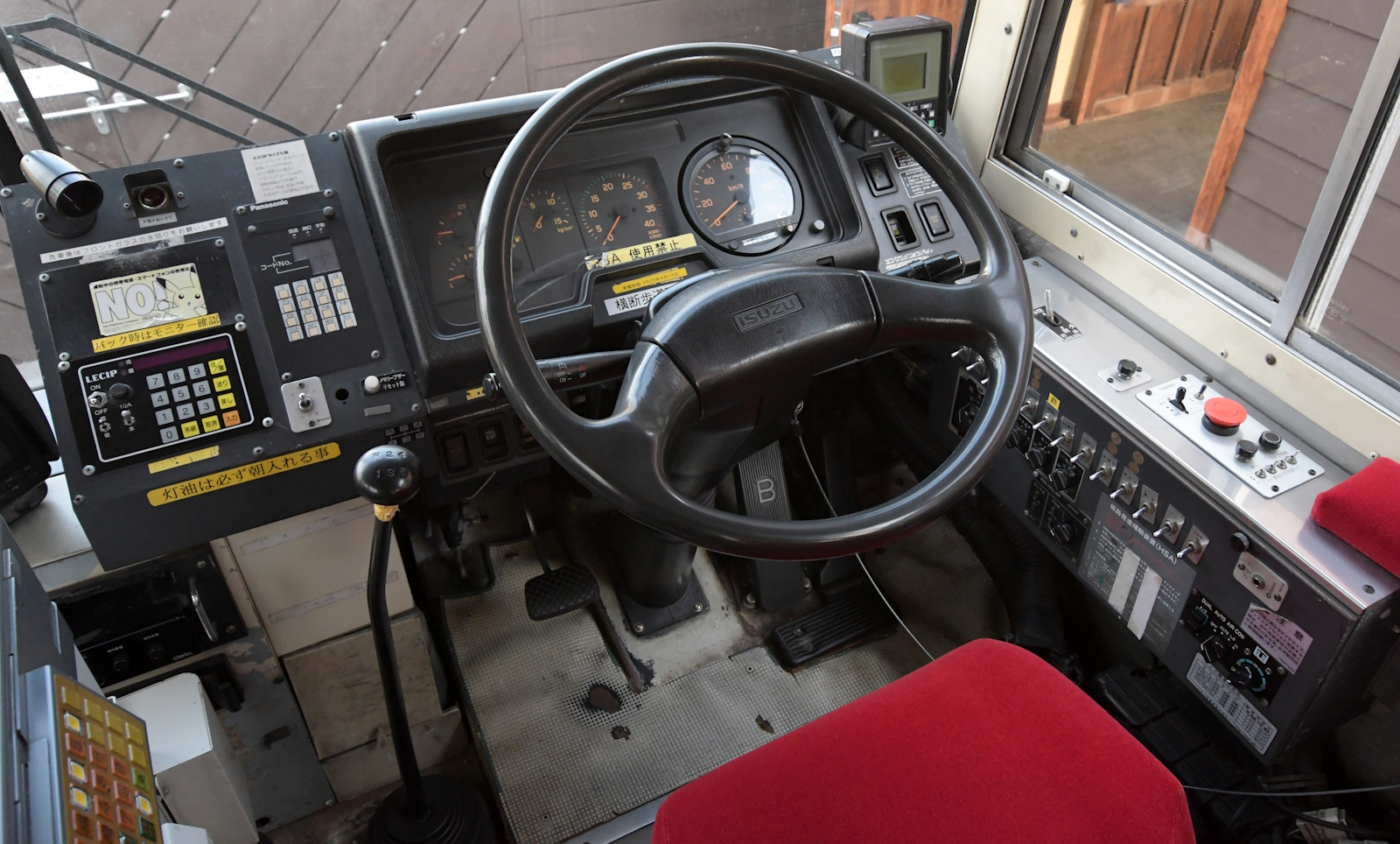
路線仕様運転席 KC-LR333J 東海バス
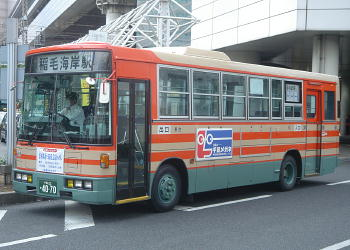
富士重工8E架装車 KC-LR333J 小湊鉄道
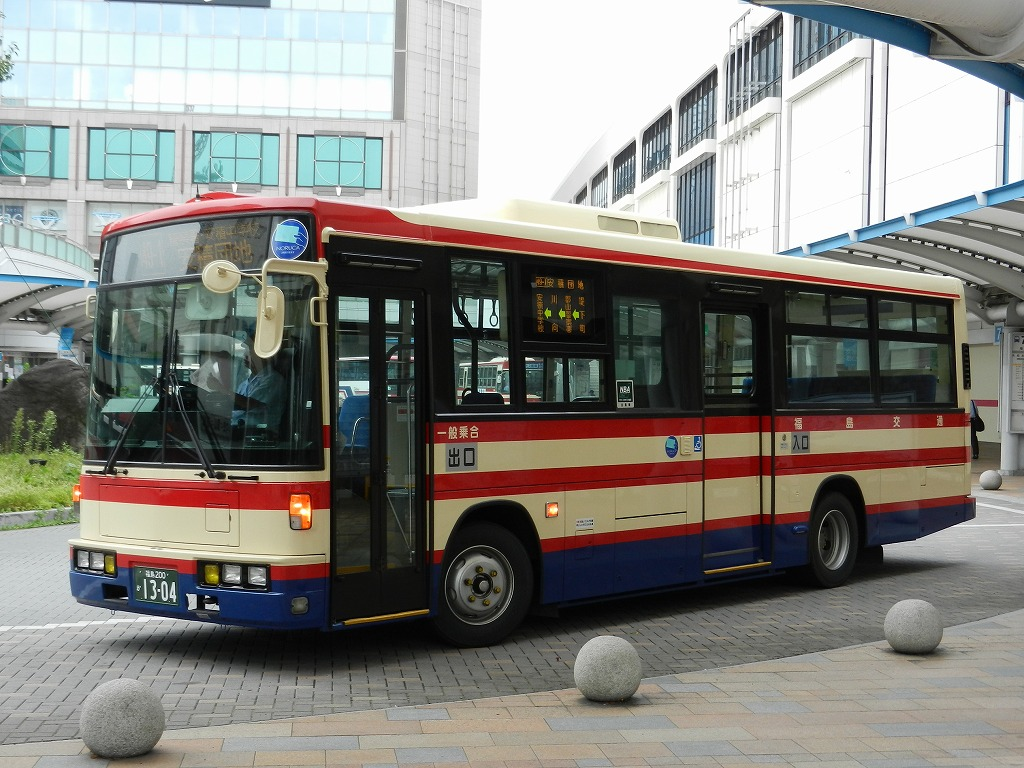
富士重工8Eワンステップ車 KC-LR333J 福島交通
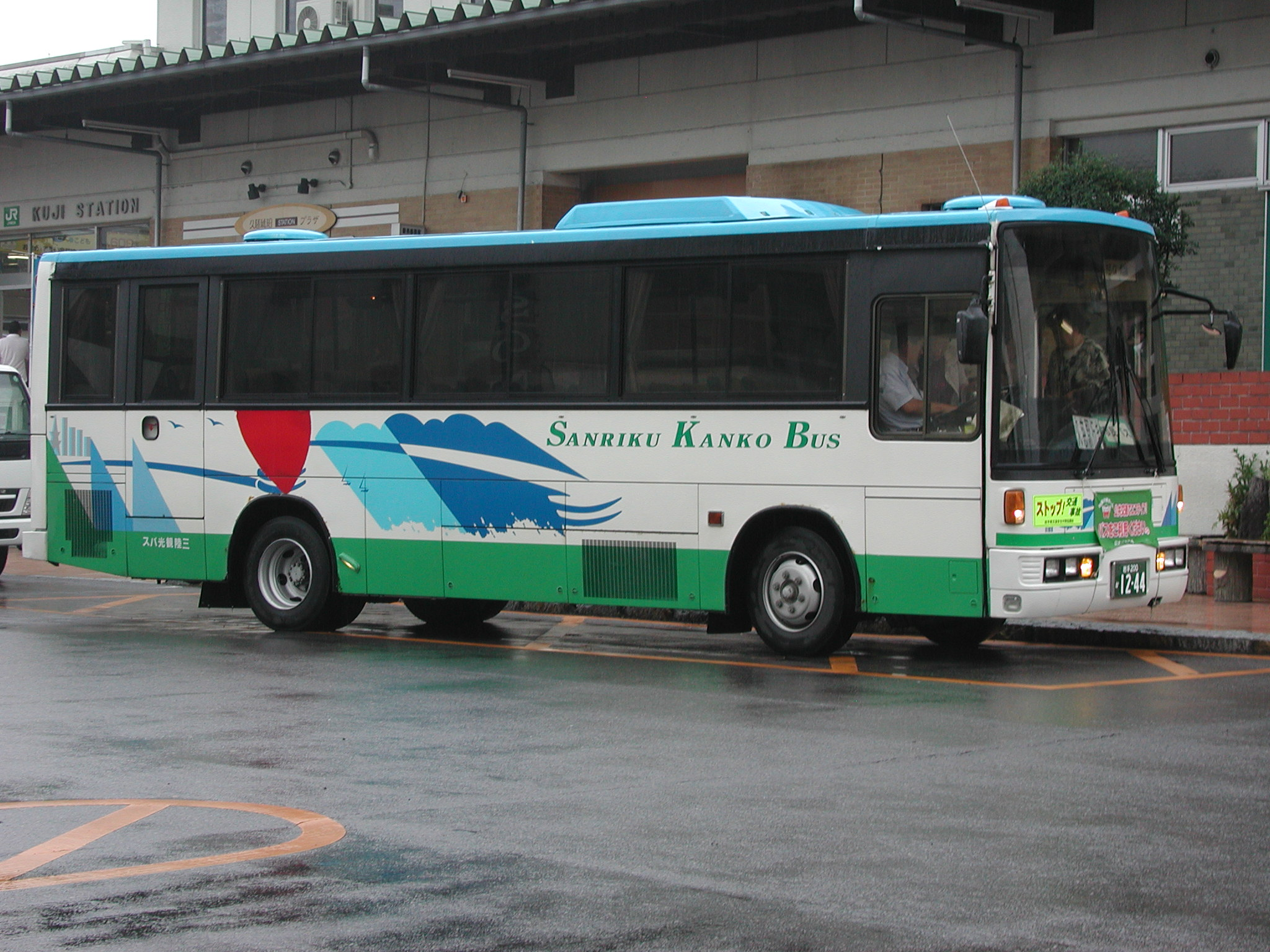
富士重工8E架装車 観光仕様 KC-LR233J 三陸観光
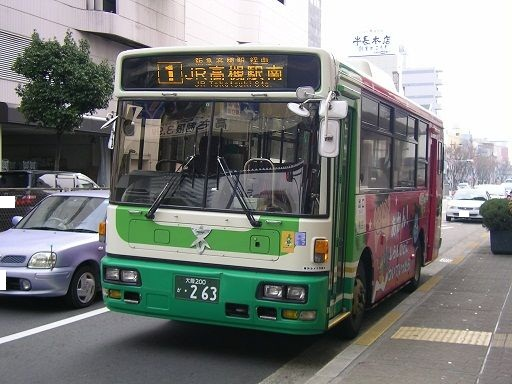
西日本車体工業96MC（B-Ⅰ）架装車（短尺車） KC-LR233F 高槻市交通部